# Alfonso Raimo
Alfonso Raimo (Calabritto, 2 luglio 1959) è un vescovo cattolico italiano, dal 30 aprile 2024 vescovo ausiliare di Salerno-Campagna-Acerno e vescovo titolare di Termini Imerese.

## Biografia
È nato a Calabritto, in provincia di Avellino e arcidiocesi di Conza, il 2 luglio 1959.

### Formazione e ministero sacerdotale
Ha conseguito il baccalaureato in teologia presso la Pontificia facoltà teologica dell'Italia meridionale, sezione San Luigi, e successivamente la licenza in teologia della missione alla Pontificia Università Urbaniana di Roma.
Il 18 marzo 1990 è stato ordinato presbitero dall'arcivescovo Guerino Grimaldi; si è incardinato nell'arcidiocesi di Salerno-Campagna-Acerno.
Dopo l'ordinazione è stato nominato vicario parrocchiale della parrocchia dei Santi Martino e Quirico, a Fisciano; nel 1998 è diventato parroco in solido della parrocchia stessa, dove è rimasto fino al 2011. Al contempo è stato incaricato regionale della pastorale missionaria in seno alla Conferenza episcopale campana, dal 2001 al 2012, e docente di teologia della missione presso l'Istituto teologico salernitano e l'Istituto superiore di scienze religiose di Salerno, dal 2007.
Nel 2011 è stato nominato parroco della parrocchia di Santa Maria del Carmine e Sant'Eustachio in San Francesco, a Eboli, mentre nel 2015 è stato trasferito alla parrocchia di San Bartolomeo Apostolo, nella stessa città. Ha ricoperto, inoltre, l'incarico di segretario nazionale della Pontificia Unione Missionaria e della Pontificia Opera di San Pietro Apostolo delle Pontificie Opere Missionarie, dal 2012 al 2015, e quello di vicedirettore dell'Ufficio missionario diocesano dal 2016 al 2020.
Nel 2020 è stato nominato vicario generale dall'arcivescovo Andrea Bellandi, mentre dal 2021 è membro del collegio dei consultori e del consiglio pastorale diocesano.

### Ministero episcopale
Il 30 aprile 2024 papa Francesco lo ha nominato vescovo ausiliare di Salerno-Campagna-Acerno e vescovo titolare di Termini Imerese. Il 1º giugno successivo ha ricevuto l'ordinazione episcopale, nella cattedrale di Salerno, dall'arcivescovo Andrea Bellandi, co-consacranti l'arcivescovo Pasquale Cascio e il vescovo Antonio De Luca. Come motto episcopale ha scelto Spes autem non confundit.

## Genealogia episcopale
La genealogia episcopale è:
- Cardinale Scipione Rebiba
- Cardinale Giulio Antonio Santori
- Cardinale Girolamo Bernerio, O.P.
- Arcivescovo Galeazzo Sanvitale
- Cardinale Ludovico Ludovisi
- Cardinale Luigi Caetani
- Cardinale Ulderico Carpegna
- Cardinale Paluzzo Paluzzi Altieri degli Albertoni
- Papa Benedetto XIII
- Papa Benedetto XIV
- Papa Clemente XIII
- Cardinale Bernardino Giraud
- Cardinale Alessandro Mattei
- Cardinale Pietro Francesco Galleffi
- Cardinale Giacomo Filippo Fransoni
- Cardinale Carlo Sacconi
- Cardinale Edward Henry Howard
- Cardinale Mariano Rampolla del Tindaro
- Cardinale Gennaro Granito Pignatelli di Belmonte
- Cardinale Pietro Boetto, S.I.
- Cardinale Giuseppe Siri
- Cardinale Giacomo Lercaro
- Vescovo Gilberto Baroni
- Cardinale Camillo Ruini
- Cardinale Giuseppe Betori
- Arcivescovo Andrea Bellandi
- Vescovo Alfonso Raimo